# Église Saint-Martin d'Auve
L'église d'Auve est un monument historique classé en 1916 se trouvant dans le village de Auve, en France.

## Historique
L'église Saint-Martin fait partie des monuments  classés monument historique par arrêté de 1916.

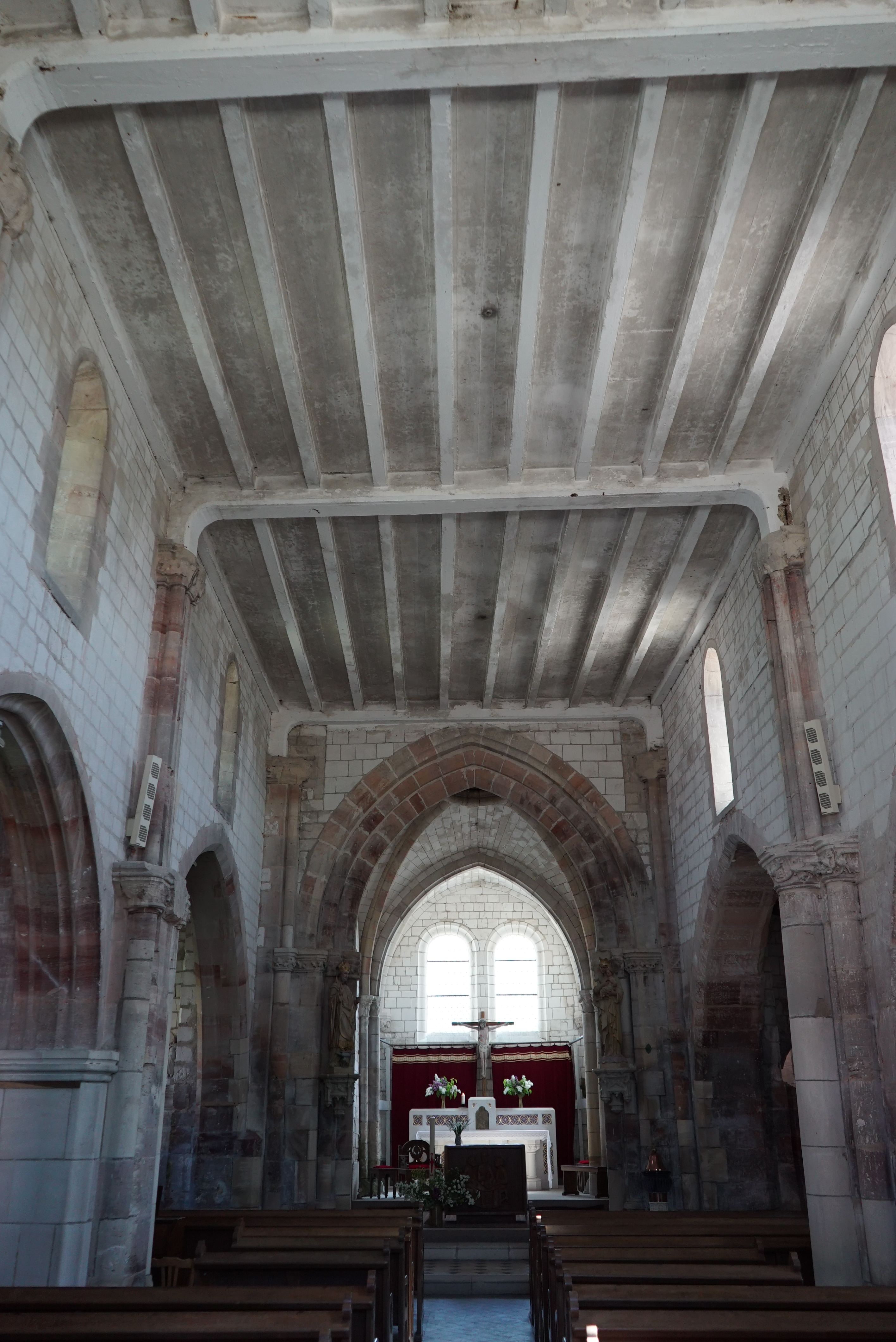
L'église,
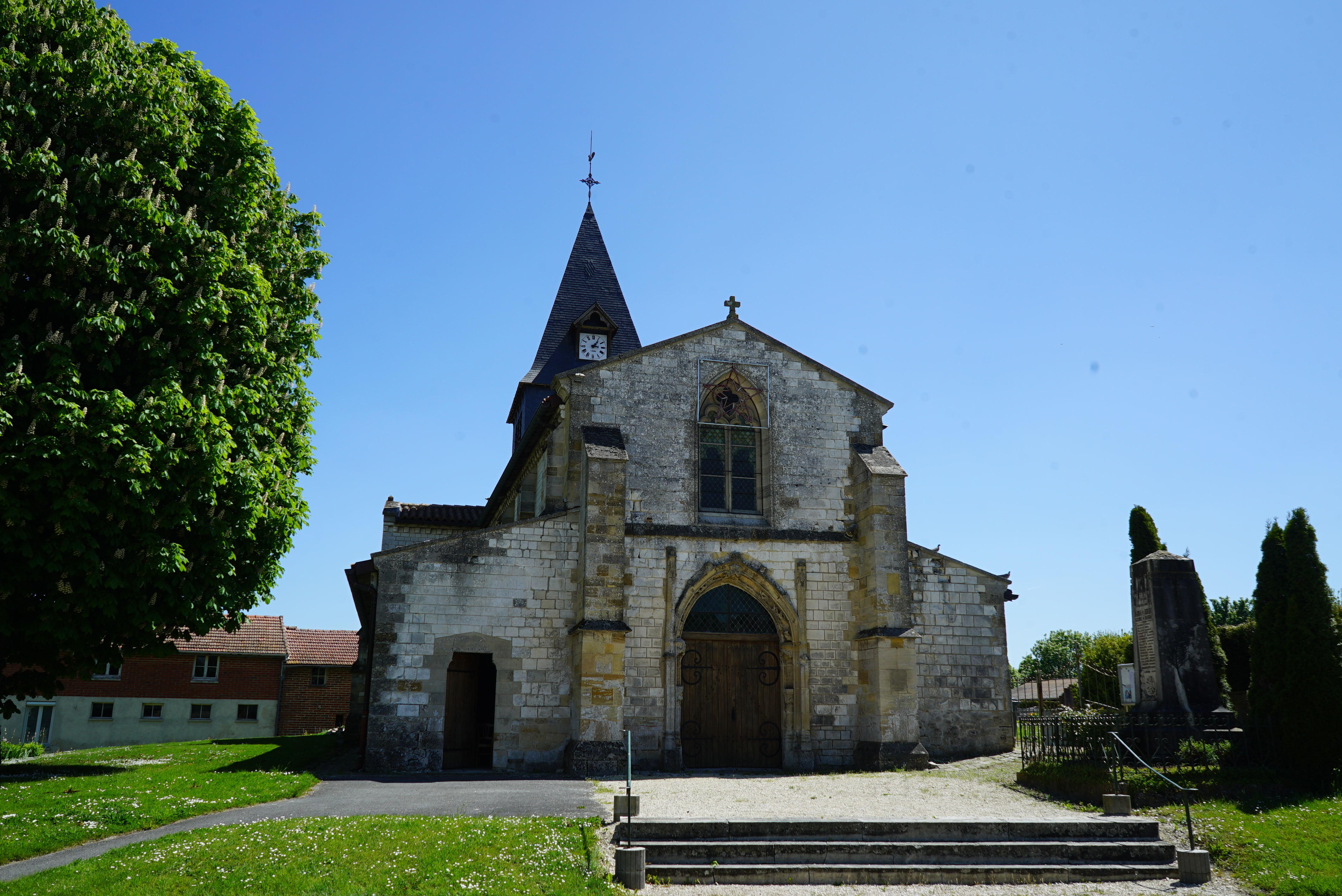
façade occidentale,
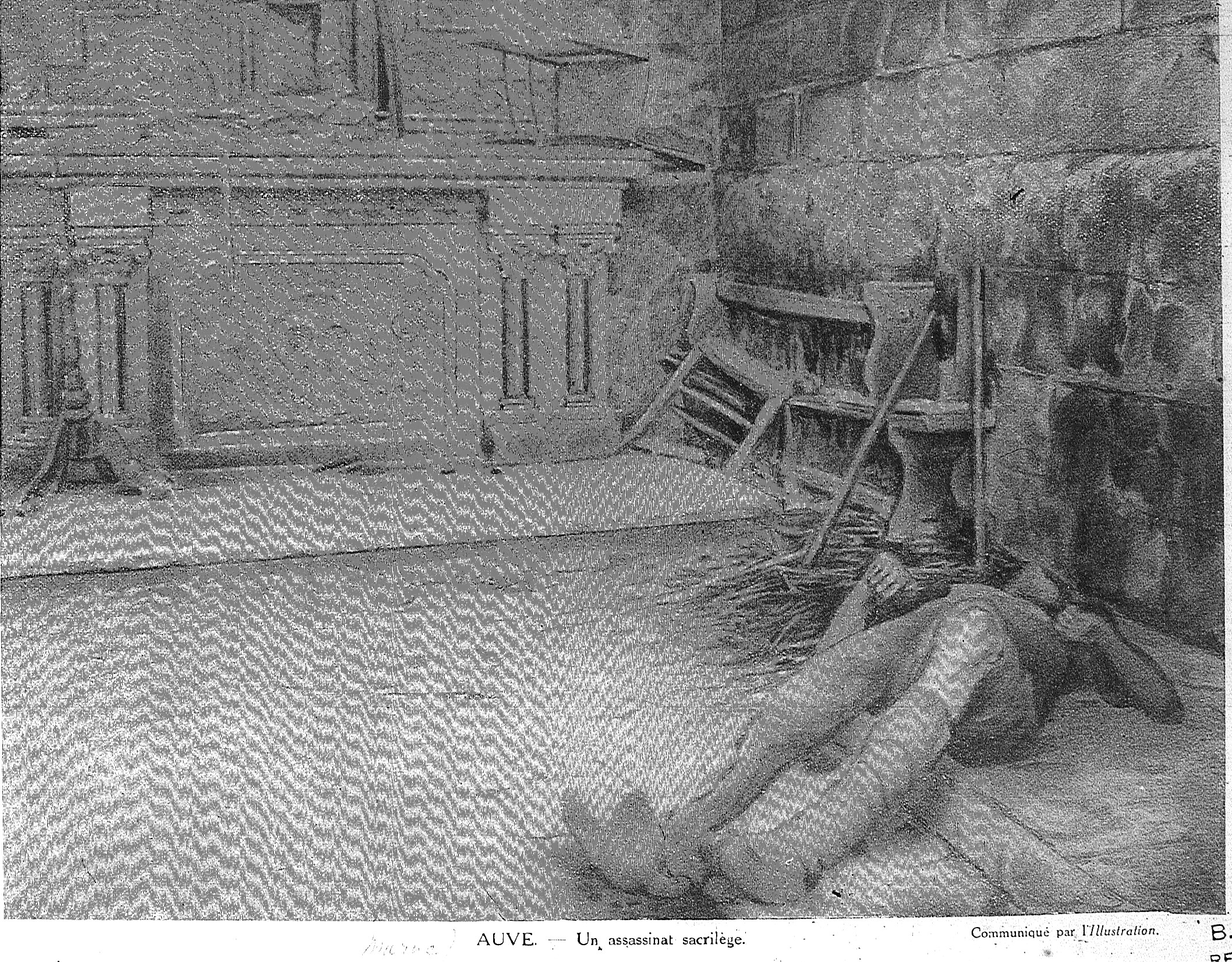
frappée par la Grande Guerre.